# Pragjyotisha
Pragjyotisha, anomenat més tard Kamarupa o Kamrup, fou un antic nom del regne situat a l'Assam i el nord i est de la regió de Bengala en temps del Mahabharata que arribava per l'oest fins al riu Karatoya incloent una part del que sota els britànics fou el districte de Rangpur. Fou regit per una nissaga mongoloide.